# معالجة النيكوتين بالإعاضة

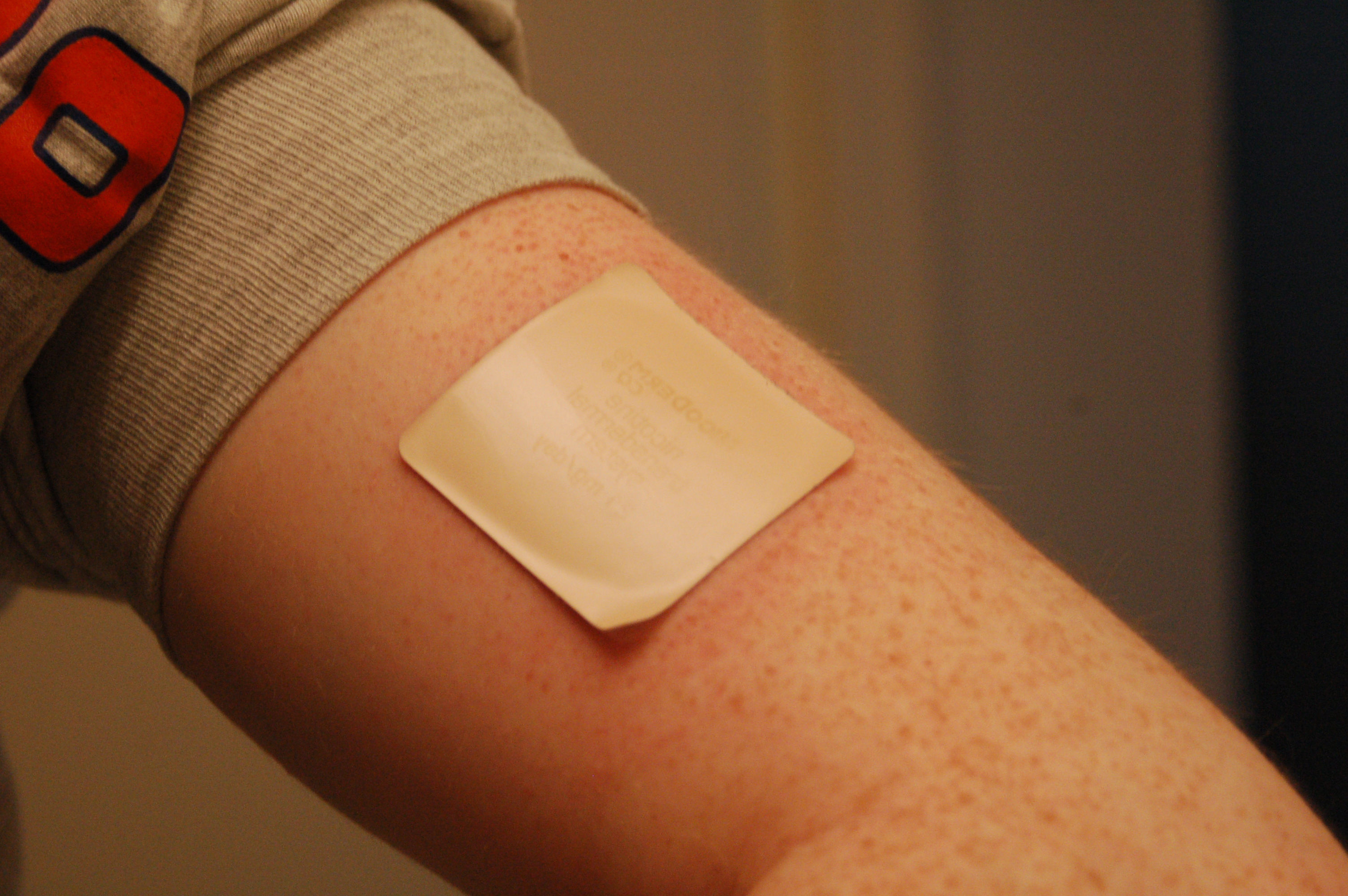
لاصقة نيكوتين يتم وضعها على الذراع الأيسر

معالجة النيكوتين بالإعاضة (اختصارًا NRT) هو طريقة معتمدة طبياً لأخذ النيكوتين بوسائل أخرى غير التبغ. يُستخدام للمساعدة في الإقلاع عن التدخين أو التوقف عن مضغ التبغ. يزيد من فرصة الإقلاع عن التدخين بنحو 55%. غالبًا ما يتم استخدامه مع تقنيات سلوكية أخرى. كما تم استخدام العلاج بِبَدائل النيكوتين لعلاج التهاب القولون التقرحي. تشمل أنواع العلاج NRT. اللصقة اللاصقة، والعلكة، الأقراص، وبخاخ الأنف، والاستنشاق. قد يؤدي استخدام أنواع متعددة من العلاج NRT في وقت واحدة إلى زيادة الفعالية.
تعتمد الآثار الجانبية الشائعة على تركيبة النيكوتين. تشمل الآثار الجانبية الشائعة للثة الغثيان والفواق وتهيج الفم. تشمل الآثار الجانبية الشائعة للصاقة جلدية تهيج الجلد وجفاف الفم بينما ينتج عن جهاز الاستنشاق عادةً السعال أو سيلان الأنف أو الصداع. تتضمن المخاطر الخطيرة التسمم بالنيكوتين والإدمان المستمر. لا تزيد من خطر انسداد العضلة القلبية. قد تكون هناك أضرار محتملة للجنين إذا اُسْتُخدِمت أثناء الحمل. يعمل العلاج ببدائل النيكوتين عن طريق تقليل الرغبة الشديدة التي يسببها إدمان النيكوتين.
تمت الموافقة على استخدامها لأول مرة في عام 1984، في الولايات المتحدة. توجد منتجات النيكوتين البديلة في قائمة الأدوية الأساسية لمنظمة الصحة العالمية، وهي الأدوية الأكثر أمانًا وفعالية اللازمة في النظام الصحي. وهي متوفرة كأدوية عامة. في الولايات المتحدة، شهر من اللاصقة أو العلكة يتراوح بين 100 دولار أمريكي و 200 دولار أمريكي في حين أن الأشكال الأخرى أكثر تكلُفة.

## الأشكال البديلة
لصقات النيكوتين هي لصقات جلدية تُعطى عبر الجلد وأيضا علكة النيكوتين وبخاخات النيكوتين وحبوب النيكوتين توضع تحت اللسان وأقراص النيكوتين للمص تُعطي النيكوتين عن طريق الفم وأجهزة إستنشاق النيكوتين هي عبارة عن أجهزة بجرعات قياسية لإستنشاق النيكوتين عبر الرئة والأغشية المُخاطية وخصوصاً خلف الحنجرة وأيضا بودرة الشم عن طريق الأنف (snus and nasal snuff) أيضاً تسمح بإعطاء النيكوتين بدون الحاجة لتدخين التبغ ولكن لها آثار سلبية على الصحة.

## انتقادات وتساؤلات حول فعاليتها على المدى الطويل
ورد في صحيفة أخبار جامعة هارفرد الإلكترونية موضوع تم عرضه في يوم الإثنين التاسع من يناير 2012 بواسطة مارجوري دواير من قسم العلوم بهارفرد في جريدة هارفرد يتضمن أبحاث حول دراسة تمت في جامعة هارفرد لصحة المجتمع وجامعة بوسطن ماساتشوستس (UMB) تقول: أن العلاجات البديلة للنيكوتين خصوصاً لصقة النيكوتين وعلكة النيكوتين لم تُحسن من فرص التدخين على المدى الطويل لإستخدامها ونشرت الدراسة في التاسع من يناير في نسخة إلكترونية بعنوان «السيطرة على الدخان»، وستُنشر لاحقاً مطبوعة وما تُشير إليه هذه الرداسة هو الحاجة لإستخدام الطعام والأدوية (U.S. FDA) التي تُشرف على تنظيم كلا من إنتاج التبغ والأدوية لتُساعد المريض على الإقلاع وقد ثبت أن الأدوية فقط هي التي أثبت جدارتها الفاعلة في مساعدة المدخنين للإقلاع على المدى الطويل وخفض كمية النيكوتين من أجل التقليل من إدمان الدخان، قول الكاتب المُشارك جروجي كونولي (مدير مركز السيطرة على التبغ العالمي في جامعة هارفارد).
في دراسة جماعية بين الباحثين بما فيهم المؤلفة الرئيسية هيليل ألبرت عالمة الأبحاث في (HSPH) والكاتبة المُشاركة لويس بينير في جامعة بوسطن ماساتشوستس مديرة قسم الأبحاث، قاموا بمتابعة 787 مدخن بالغ أقلعوا عن التدخين مؤخراً في ماساتشوستس المُشاركين تم تتبعهم خلال ثلاث مراحل وقتية: 2001-2002، 2003-2004، 2005-2006، المُشاركين سُئلوا ما إذا كانوا قد استخدموا أي شكل من أشكال العلاجات البديلة للنيكوتين الموجود في التبغ كاللصقات أو العلك أو أجهزة الإستنشاق أو بخاخات الأنف في مساعدتهم عن الإقلاع وإن كانوا قد استخدموا أياً منها كم تبلغ أطول فترة من الوقت استخدموا فيها العلاج بشكل متواصل؟ أيضاً سُئِلوا ما إذا كانوا قد شاركوا في برامج الإقلاع عن التدخين أو تمت مُساعدتهم من قِبل أطباء مستشارين أو أحد الخبراء. النتيجة أظهرت أن لكل فترة من الوقت تقريباً ثلث من المقلعين مؤخراً كانوا قد استخدموا العلاجات البديلة، ووجد الباحثون ان لا فرق في معدل الانتكاس بين أولئك الذين اعتادوا على (NRT) لأكثر من ستة أسابيع، مع أو بدون تقديم المشورة المهنية. لم يتم إيجاد أي فروق أو اختلاف في فاعلية نجاح العلاجات البديلة للنيكوتين في كلاً من المدخنين بشراهة أو بشكل خفيف ألبرت يقول «هذه الدراسة أظهرت أن استخدام العلاجات البديلة للنيكوتين لم تعد بعد الآن مؤثرة في مُساعدة الأشخاص للإقلاع عن التدخين على المدى البعيد بدلاً من مُحاولة الشخص للإقلاع بنفسه» وأضاف أن حتى التجارب الطبية لما أوجدت فاعلية العلاجات البديلة للنيكوتين، النتائج الجديدة تُبرهن أهمية الدراسات التجريبية بالنسبة لفاعلية هذه العلاجات حين إستخدامها على صعيد المجتمع كاملاً.

## التكلفة
الامر المقلق أن الناس قد أدمنوا على المنتج (NRT) وأصبحوا يديرون ظهورهم لمنتجات التبغ لتوفير المال.
عادة ما تكلف بدائل النيكوتين - التي تكفي لسبعة أيام- مالايزيد عن 20£ عشرين جنيها استرلينيا بدون وصفة طبية سواء كانت بخاخا أوعلكة أو لاصقة، في مقابل 4£ إلى 6£ ل 20 سيجارة مع ضريبتها أو 3£ للفافة تبغ مع ضريبتها وتكلفة ثمن السجائر أو التبغ على مدى نفس الفترة الزمنية تختلف اعتماداً على المدخن نفسه. بينما تكلفة العلاجات البديلة تبقى ثابتة بغض النظر عن كمية النيكوتين التي تحتويها وهذا يقودنا إلى أن التكلفة النسبية للعلاجات البديلة للنيكوتين مُقابل السجائر أو التبغ تعتمد على مقدار ما يدخنه الفرد. هيئة الخدمات الصحية البريطانية تقدم مُساعدة على شكل وصفات بحيث تقلل التكلفة إلى £7.40 لكل وصفة أو بالمجان في اسكتلندا، وإن كان هناك عدة منتجات في الوصفة الواحدة فإن السعر سينخفض بشكل جيد أقل من سعر السيجارة أو ربما لا يساوي شيئا على الإطلاق.

## إعفاء السكان
تقييم العلاجات البديلة للنيكوتين في العالم الحقيقي تُعطي نتائج أكثر وسطية من دراسات الكفاءة المُصاحبة لتجارب التمويل الصناعي، هيئة الخدمات الصحية الوطنية في إنجلترا توفر خدمات إقلاع عن التدخين على أساس علاجات بالادوية بالاقتران مع الدعم الاستشاري، يدعي تقرير لمنظمة العمل بشأن التدخين والصحة (ASH) أن متوسط التكلفة لكل سنة حياة يكسبها كل مدخن بنجاح مقابل هذه الخدمات هو اقل من 1000 جنيه استرليني وهي دون متوسط التكلفة لكل سنة حياة معدلة نوعياً (QALY) المقدرة بـ20000 جنيه استرليني، ومع ذلك فإن الاستثمار في (NHS) لخدمات الإقلاع عن التدخين منخفضة نسبيا. أظهرت مقارنة بين تكاليف العلاج لمتعاطي المخدرات غير الشرعية والمدخنين انه يلزم مبلغ 585 مليون جنيه استرليني لعلاج 350,000 متعاطي مخدرات بينما علاج 9 ملايين مستخدم للتبغ يكلف 56 مليون جنيه استرليني، بمعدل 6.20 جنيه استرليني لكل مدخن مقارنةً بـ 1670 جنيه استرليني لكل متعاطي للمخدارت غير الشرعية (منظمة العمل بشأن التدخين والصحة 2008).
للأسف المزاعم التي تقول بوجود فاعلية وتسعير أقل للعلاجات البديلة للنيكوتين لم يتم إثباتها في دراسات مؤثرات العالم الواقعي بيرس وجيلبين ختما رأيهما بأن «طالما العلاجات البديلة متوفر على رفوف الصيدليات بدون وصفة الطبيب تصبح عديمة الفائدة على المدى الطويل للإقلاع الناجح»، دراسة الكفاءة التي تجرى باستخدام تجارب عشوائية خاضعة للرقابة لا تُنقل بشكل جيد لفاعلية العالم الواقعي Bauld, Bell, McCullough, Richardson وGreaves في عام 2009 راجعوا عشرين دراسة عن مدى فاعلية العلاج البديل المكثف للإقلاع عن التدخين نُشرت ما بين عام 1990 وعام 1997 المعدلات النهائية أظهرت انخفاض كبير بين 4 أسابيع وسنة كاملة وانخفض المعدل إلى 53٪ في أربعة أسابيع فقط وإلى 15٪ في 1 سنة، المدخنين اليافعين، العائلات، النساء الحوامل المدخنات وأكثر المحرومين من التدخين حصلوا على معدلات نهائية أقل من المجموعات الأخرى.